# Liebenberger Kreis

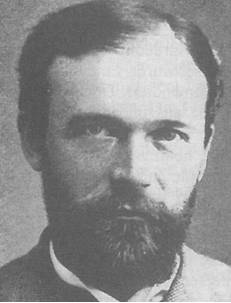
Philipp zu Eulenburg (1882)

Liebenberger Kreis oder Liebenberger Tafelrunde bezeichnet den engeren Freundeskreis Kaiser Wilhelms II. zwischen 1886 und 1907. Der Name leitet sich von Schloss Liebenberg ab, dem Landbesitz Philipp zu Eulenburg-Hertefelds im Norden der Provinz Brandenburg.

## Die Tafelrunde

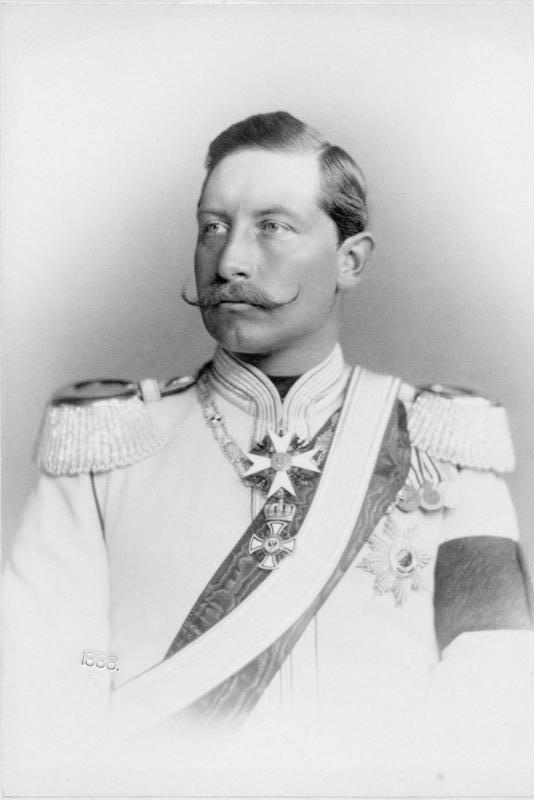
Wilhelm II. im Jahr seiner Thronbesteigung 1888

Noch als Prinz von Preußen fand Kaiser Wilhelm II., der zu seinen Eltern in Opposition stand und eine unglückliche Kindheit und Jugend erlebt hatte, Anschluss bei dem zwölf Jahre älteren Diplomaten Philipp Graf zu Eulenburg (1847–1921), der ihm neben intellektueller Zerstreuung und männerbündlerischem Amüsement die seelische Wärme bot, die er bei seinen Eltern und am preußischen Königshof nicht gefunden hatte. Der Kronprinz war dem Grafen erstmals am 19. April 1886 auf einer Jagdgesellschaft beim Grafen Eberhard zu Dohna im ostpreußischen Prökelwitz begegnet, dem jüngeren Bruder des späteren Fürsten Richard zu Dohna-Schlobitten, welcher zu Eulenburgs engsten Freunden gehörte. Zwischen Prinz Wilhelm und Eulenburg entspann sich eine homoerotisch angehauchte Freundschaft, in der der lebenserfahrene, weltgewandte Graf dem jungen, ungestümen und nervösen Prinzen ebenso intellektuelle Zerstreuung wie auch emotionalen Halt bieten sollte.
Seit 1886 hielt der jungverheiratete Wilhelm sich Jahr für Jahr regelmäßig auf Eulenburgs märkischem Schloss Liebenberg auf, offiziell zur Jagd, tatsächlich aber vor allem wegen des emotionalen Umfeldes, das der – 1900 von ihm in den Fürstenstand erhobene – Graf ihm hier bot und das ihm, vor allem seit seiner Thronbesteigung im Dreikaiserjahr 1888, Entspannung und Ablenkung verschaffte. Die reine Männerrunde war von einem homoerotischen Grundgefühl bestimmt, die homosexuelle Neigung einiger ihrer Mitglieder gilt heute als erwiesen. Der Stadtkommandant von Berlin, Kuno Graf von Moltke, etwa wurde 1899 geschieden, nachdem seine Frau entdeckt hatte, dass er bereits seit Jahren eine Affäre mit Eulenburg hatte, der damals preußischer Botschafter in Wien war. „Phili“ Eulenburg wurde im Freundeskreis als „Troubadour“ bezeichnet, den Kronprinzen nannte die Runde „das Liebchen“.

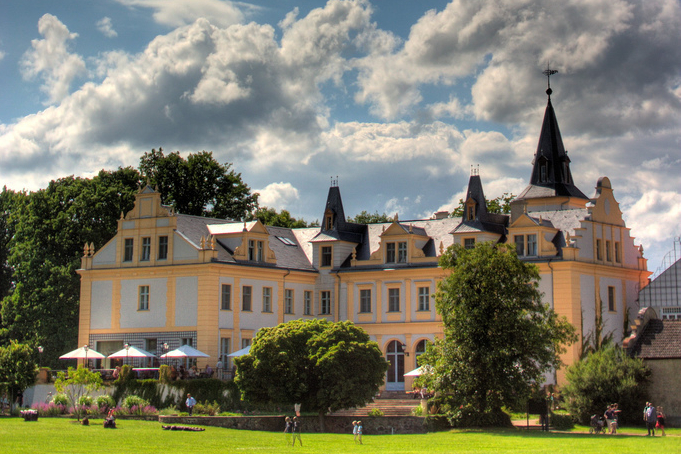
Schloss Liebenberg

Der Liebenberger Kreis wurde nach Wilhelms Thronbesteigung auch eine Stätte politischer Einflussnahme, die indessen informell blieb: zum einen, weil seine Angehörigen in der Regel keine wirklich einflussreichen Positionen im Staatsdienst bekleideten; zum anderen, weil Eulenburg selbst, der den Ton angab, eher als unpolitischer Charakter galt. Gleichwohl sieht ein Teil der Geschichtswissenschaft, besonders seit den Forschungen John Röhls, in Letzterem den maßgeblichen Initiator des Persönlichen Regiments des jungen Kaisers (1890–1900) und ordnet entsprechend die Liebenberger Geselligkeit in diesen Zusammenhang ein. Gewiss ist zumindest, dass Eulenburg die Ernennung seines Protegés, des Grafen und späteren Fürsten Bernhard von Bülow zum Reichskanzler (von Oktober 1900 bis Juli 1909) unterstützt hat.
Otto von Bismarck charakterisierte nach seinem Sturz als Reichskanzler (laut Maximilian Harden) seinen einstigen Hausfreund Eulenburg so:

„Als Politiker nicht ernst zu nehmen. Als Diplomat auf wichtigem Posten nicht verwendbar. Aber sehr schicklich, belesen, liebenswürdig. […] Werden will er nichts; weder Staatssekretär noch Kanzler. […] Schwärmer, Spiritist, romantisierender Schönredner, […] der so geschickt den Garderobier der mittelalterlichen Phantasie des Königs macht.“

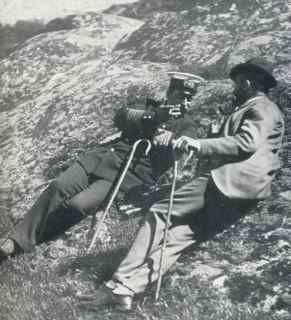
Kaiser Wilhelm II. und Philipp zu Eulenburg, Nordlandfahrt 1890

In Liebenberg ging es mal kultiviert – Fürst Eulenburg war ein passabler Sänger, spielte Klavier und komponierte selber –, mal ziemlich vulgär zu. Georg von Hülsen soll dem Grafen Görtz im Herbst 1892 folgende „Einlage“ zur Belustigung des Kaisers vorgeschlagen haben:

„Sie müssen von mir als dressierter Pudel vorgeführt werden! – Das ist ein ,Schlager‘ wie kein anderer. Bedenken Sie: hinten ,geschoren‘ (Tricot), vorn langer Behang aus schwarzer oder weißer Wolle, hinten unter dem echten Pudelschwanz eine markierte Darmöffnung und, sobald Sie ,schön machen‘, ,vorne‘ ein Feigenblatt. Denken Sie wie herrlich, wenn Sie bellen, zur Musik heulen, eine Pistole abschießen oder andere Mätzchen machen. Das ist einfach ,großartig!‘ […] Ich sehe bereits S[eine] M[ajestät] lachen wie wir.“

Eulenburg und andere Mitglieder des Freundeskreises nahmen regelmäßig an den „Nordlandfahrten“ des Kaisers auf dessen Staatsyacht Hohenzollern teil. Man fuhr durch die dramatische Landschaft der norwegischen Fjorde. Zum Ritual gehörte die Morgengymnastik an Bord, bei der die Besatzung mit nackten Oberkörpern zu erscheinen hatte; auch die (männlichen) Gäste nahmen daran teil und Wilhelm ritt gerne auf den Rücken der Matrosen.

## Die Harden-Eulenburg-Affäre

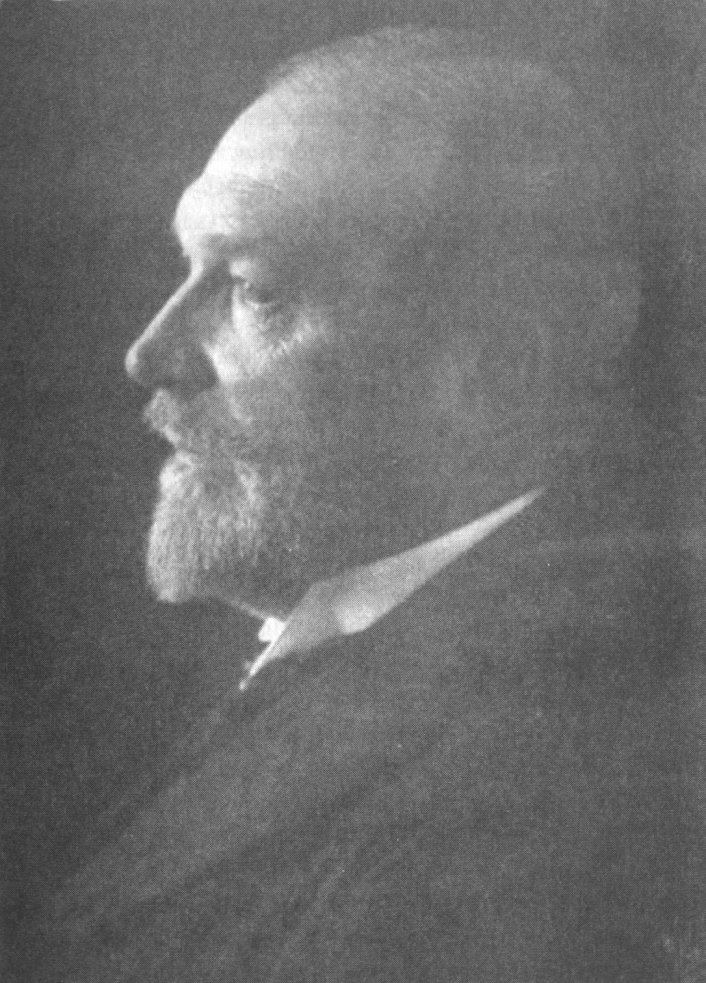
Philipp zu Eulenburg um 1905

Seit der Jahrhundertwende hatte der Einfluss Eulenburgs auf den Kaiser deutlich abgenommen. 1902 gab er seinen Botschafterposten in Wien auf und zog sich ganz nach Liebenberg zurück. Umstritten ist, ob bereits dies Folge einer Erpressung durch Maximilian Harden war. Wilhelm II. besuchte ihn zwar hin und wieder, doch war für Eingeweihte erkennbar, dass der Günstling seine große Zeit hinter sich hatte. Der Historiker Volker Ullrich urteilt: „In den Augen der kritischen Öffentlichkeit galt Eulenburg indes immer noch als Haupt einer Nebenregierung, einer »Kamarilla« von Hofschranzen, die einen verderblichen Einfluss auf den Kaiser und die Reichspolitik ausübe.“ Insbesondere wurde er verdächtigt, auf einen Ausgleich mit Großbritannien und Frankreich hinzuarbeiten, um einen dauerhaften Frieden zu erreichen, und zu diesem Zweck bewaffneten Konflikten auszuweichen und sogar über die Rückgabe des annektierten Reichslandes Elsaß-Lothringen zu diskutieren.
Die Harden-Eulenburg-Affäre beschäftigte 1907–1909 die gesellschaftspolitische Debatte in Deutschland. Der Publizist Maximilian Harden setzte sich an die Spitze der Kritiker. Ab November 1906 warf er Eulenburg in mehreren Artikeln andeutungsweise vor, homosexuell zu sein. In einer Art Fabel lässt er anfangs – leicht identifizierbar – Eulenburg als »den Harfner« auftreten und dessen langjährigen Liebhaber Kuno Graf Moltke als »den Süßen«. Indem er die Homosexualität zum Politikum machte, setzte Harden „bewusst auf Skandal und zog dabei bedenkenlos alle Register des Sensationsjournalismus“. Ab Herbst 1907 kam es deswegen zu mehreren Straf- und Zivilprozessen, die weltweit Aufsehen erregten. Nicht nur Eulenburg und Mitglieder des Freundeskreises, sondern indirekt auch Wilhelm selbst erschienen kompromittiert. Eulenburg wurde verhaftet und brach während des Prozesses mehrfach zusammen, wurde dann als Gefangener in die Berliner Charité eingeliefert. 1909 wurde er gegen Kaution nach Liebenberg entlassen. Seine Freunde mieden ihn dort wie einen Aussätzigen.
Während der Prozesse starb am 14. November 1908 einer der Liebenberger Freunde, General Dietrich Graf von Hülsen-Haeseler, der Chef des kaiserlichen Militärkabinetts, während einer Jagdveranstaltung im Schloss Donaueschingen, als er vor dem Kaiser und der ganzen Jagdgesellschaft als Ballerina verkleidet im Tutu tanzte und dabei einen Herzinfarkt erlitt. Die Umstände des Todes wurden angesichts des Eulenburg-Prozesses sorgfältig vertuscht. Die zahlreichen Gerichtsverfahren endeten ohne Verurteilung, aber mit der gesellschaftlichen Ächtung Eulenburgs, die ihn auch seine Freundschaft mit dem Kaiser kostete, der sich – besorgt um sein Image – von ihm absetzte. Danach zerfiel der Liebenberger Kreis. An Eulenburgs Stelle als engster Freund Kaiser Wilhelms trat Max Egon Fürst zu Fürstenberg, der Schlossherr zu Donaueschingen. Eulenburg starb 1921 als gebrochener Mann.

## Angehörige
Zum engeren Liebenberger Kreis gehörten:
- Richard Fürst zu Dohna-Schlobitten
- Philipp Fürst zu Eulenburg und Hertefeld, Diplomat
- Friedrich Botho Graf zu Eulenburg (1850–1914), Bruder Philipps
- Dietrich Graf von Hülsen-Haeseler, von 1901 bis 1908 Chef des königlichen Militärkabinetts
- Georg Graf von Hülsen-Haeseler, Generalintendant der Preußischen Hoftheater, Bruder Dietrichs
- Kuno Graf von Moltke, Flügeladjutant, Stadtkommandant von Berlin
- Emil Graf von Schlitz genannt von Görtz
- Axel Freiherr Varnbüler von und zu Hemmingen, württembergischer Gesandter beim Bundesrat

Auch Bernhard von Bülow stand als Protegé Eulenburgs, der seine Berufung zum Reichskanzler beim Kaiser in den 1890er Jahren forciert hatte, mit dem Liebenberger Kreis in Verbindung.

## Politische Bedeutung

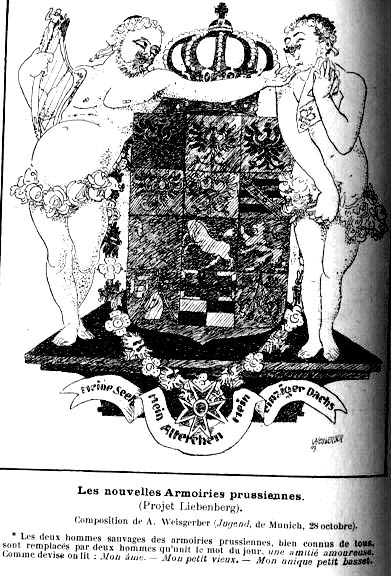
„Das neue Wappen des Königreichs Preußen – Projekt Liebenberg“ (Karikatur von Albert Weisberger in der Jugend, vom 28. Oktober 1907)

Durch die Harden-Eulenburg-Affäre von 1907/1908, in der der Vorwurf der Homosexualität gegen den – aus dem diplomatischen Dienst mittlerweile ausgeschiedenen – Fürsten Eulenburg zum Politikum wurde, kam der Liebenberger Kreis in öffentlichen Misskredit. Der Publizist Maximilian Harden war seit 1906 zu der Überzeugung gelangt, dass die diplomatische Strategie der Reichsleitung in der Ersten Marokko-Krise von 1905 vor allem deshalb gescheitert war, weil der Liebenberger Kreis den Kaiser dazu bewegt habe, einen Krieg mit Frankreich nicht zu riskieren. Für den Kriegstreiber Harden war dies der Anlass, eine Kampagne gegen diesen Kreis zu starten, in der er seinen Mitgliedern, offiziell vor allem Eulenburg und Moltke, ihre Homosexualität – damals de jure eine Straftat (§ 175 RStGB), de facto eine soziale „Schande“ – öffentlich vorwarf, was unter anderem zum Verleumdungsprozess Harden/Moltke sowie zu einer Meineidsklage gegen Eulenburg führte, dessen Behauptung, niemals homosexuelle Handlungen vollzogen zu haben, durch die Gegenaussage eines früheren Liebhabers zweifelhaft geworden war.
Unklar ist, wer den Journalisten Harden mit diesen intimen Informationen versorgt hatte. Die Liebenberger Freunde selbst waren seit zwei Jahrzehnten diskret geblieben. Sie hielten sich an die alte Standesdevise „Ein Gentleman genießt und schweigt“. In Betracht kommt der dem Kaiser feindlich gesinnte Kreis um den ehemaligen Reichskanzler Otto von Bismarck, insbesondere Friedrich von Holstein, die „Graue Eminenz“ des Auswärtigen Amtes. Der Historiker Peter Winzen vertritt hingegen die Auffassung, dass der seinerzeitige Reichskanzler Bernhard von Bülow, ein Protegé Eulenburgs, Harden mit belastendem Material gegen diesen versorgt habe. So habe er seinen früheren Freund, den Intimus des Kaisers, ausschalten wollen, nachdem dieser inzwischen auf eine Ablösung Bülows hingewirkt habe. Im September 1907 wurde Bülow jedoch selbst in die Affäre hineingezogen, als der Aktivist Adolf Brand ihm intime Kontakte zu seinem Privatsekretär Max Scheefer nachsagte, um ihn zur Abschaffung des § 175 zu nötigen. Diese wurden von Bülow selbst, aber auch von Eulenburg und Magnus Hirschfeld im Prozess gegen Brand bestritten und vom Gericht zurückgewiesen.
Trotz des glimpflichen Ausgangs der Strafverfahren – das gegen Eulenburg wurde krankheitsbedingt ad ultimum vertagt, jenes gegen Moltke gegen eine Vergleichszahlung Hardens, der auch die Gerichtskosten zu tragen hatte, eingestellt, während die Vorwürfe selber offiziell unbestätigt blieben – sah sich der Kaiser, unter der Hand längst selbst in den Verdacht homosexueller „Übertretungen“ geraten, gezwungen, seine Freunde fallen zu lassen. Politisch war er fortan in den tonangebenden Kreisen – bei Konservativen, vor allem aber auch bei Liberalen - als „Weichling“ und „Schwächling“ verschrien („Wilhelm der Friedfertige“), der – vom „männlichen“ Kurs Bismarcks abgekommen – sich vor dem vermeintlich notwendigen Risiko eines Krieges scheute und damit Deutschlands Macht und Ansehen international aufs Spiel setzte. Gesellschaftlich führte die Affäre um den Liebenberger Kreis die öffentliche Diskussion über Homosexualität, die damals in der patriarchal bestimmten preußischen Gesellschaft auch in führenden Kreisen, etwa im Offizierkorps, durchaus verbreitet war, zugleich aber absolut tabuisiert und verschwiegen wurde, zu einem Höhepunkt. Sie zählt zu den weltweit aufsehenerregendsten Ereignissen in der langen Geschichte sexueller Minderheiten. Einerseits führte sie zu einer Enttabuisierung des Themas, andererseits verstärkte sie die schwulenfeindlichen Stimmungen im Kaiserreich; manche sprachen gar von einer regelrechten »Verfolgungsepidemie«.

## Literatur

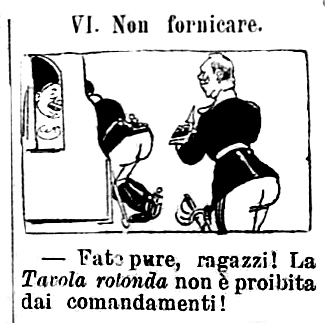
„Du sollst nicht nach der Frau deines Nächsten verlangen.“ – „Macht weiter Jungs, die Tafelrunde ist von den Zehn Geboten nicht untersagt!“; italienische Karikatur vom 23. Februar 1908

### Sekundärliteratur
- Sebastian Haffner: Philipp zu Eulenburg. In: Sebastian Haffner, Wolfgang Venohr: Preußische Profile. Neuausgabe, 2. Auflage. Econ Ullstein List, München 2001, ISBN 3-548-26586-3, S. 195–215 (Propyläen-Taschenbuch 26586).
- Isabel V. Hull: The entourage of Kaiser Wilhelm II. 1888–1918. Cambridge University Press, Cambridge u. a. 1982, ISBN 0-521-23665-7 (Zugleich: Yale, Univ., Diss., 1978).
- John C. G. Röhl: Graf Philipp zu Eulenburg – des Kaisers bester Freund. In: John C. G. Röhl: Kaiser, Hof und Staat. Wilhelm II. und die deutsche Politik. 3. unveränderte Auflage. Beck, München 1988, ISBN 3-406-32358-8, S. 35–77.
- John C. G. Röhl: Wilhelm II. Der Aufbau der persönlichen Monarchie 1888–1900. Beck, München 2001, ISBN 3-406-48229-5.
- Nicolaus Sombart: Wilhelm II. Sündenbock und Herr der Mitte. Verlag Volk & Welt, Berlin 1996, ISBN 3-353-01066-1, darin v. a. S. 159–204: Die Eulenburg-Affaire.
- Steller, Thomas: Liebenberg, Landkreis Oberhavel, in: Schlösser und Gärten der Mark, Heft 160, Berlin 2020. ISBN 978-3-941675-03-2.